# Автошлях Т 0404
Автошля́х Т 0404 — автомобільний шлях територіального значення у Дніпропетровській області. Пролягає територією Дніпровського району через Дніпро — Обухівка. Загальна довжина — 18,4 км.

## Маршрут
Автошлях проходить через такі населені пункти:
| Автошлях Т 0404          |           |
| Дніпропетровська область |           |
| Дніпровський район       |           |
| Дніпро                   | Н31       |
| Обухівка                 |           |
| Горянівське              | Н31Т 0441 |
|                          | Т 0405    |